# Acciaccatura
Az acciaccatura (az olasz acciaccare, „törni” igéből) a billentyűs hangszerjátékban alkalmazott egyfajta díszítés. A 18. század eleje óta használatos, lényege, hogy a főhanggal egy időben annak alsó szomszédhangját is megütik, majd azonnal elengedik, miközben a főhang teljes értékben szól.
Az acciaccatura egy rövidebb, dallami szempontból kevésbé jelentős változata az appoggiaturanak, ahol a főhangra való késés alig észrevehető, gyakorlatilag egy időben szólal meg a főhanggal. Írásmódja: egy áthúzott nyolcad előke.
„Scarlatti legjellegzetesebb harmóniai manírja az acciaccatura, amelyet gyakrabban és nagyobb változatosságban használ, mint bármelyik más zeneszerző. Ezt az eljárást sikertelen és szükségtelen is a «poliakkordokkal» vagy más, kiagyalt elméleti képletekkel magyarázni. Gasparini és más 18. századi elméletírók az acciaccaturát «szimultán mordentként» (egy alsó szomszédos hangnak a feloldással együtt történő leütése) definiálták.”